# Леший (фильм, 2005)
«Ле́ший» (англ. Man-Thing) — фильм о монстрах режиссёра Бретта Леонарда, основанный на одноимённой серии комиксов издательства Marvel Comics. Одним из главных отличий от первоисточника является жанровая принадлежность: экранизация представлена как полноценный фильм ужасов, в то время как комикс является супергеройской историей. В фильме снялись Мэтью Ле Невез, Рэйчел Тейлор и Джек Томпсон, а Конан Стивенс исполнил роль главного персонажа. Фильм рассказывает о расследовании шерифом из Луизианы (Ле Невез) серии смертей на болоте, в результате чего он сталкивается с Лешим.
Слоган фильма — «The Nature of Fear» (с англ. — «Природа страха»).
Рейтинг MPAA: материал может быть неподходящим для детей до 17 лет. В России фильм не рекомендован для просмотра детям, не достигшим возраста 16 лет.
Съёмки фильма проходили в период с 25 августа 2003 по 23 октября 2003 года. Первоначально фильм предназначался для театрального показа в США, но в 2005 году состоялась премьера на канале Sci Fi Channel под лейблом Sci Fi Pictures. Небольшой релиз в международных кинотеатрах собрал $1 млн. Это последний фильм, выпущенный компанией Artisan Entertainment в связи с её закрытием в 2004 году.

## Сюжет
В небольшом городке жизнь течёт размеренно, а его инфраструктура постепенно угасает. В городе вскоре появляется нефтяной магнат Шист и строит нефтеперерабатывающий завод, благодаря которому город оживает, что даёт Шисту возможность вести себя очень бесцеремонно. Вскоре он строит нефтяную вышку на священной земле индейцев, среди болот, невзирая на предупреждения и предостережения. После строительства вышки в городе стали бесследно пропадать люди, хотя порой находили изуродованные тела некоторых из них.
В город прибывает молодой шериф Кайл Уильямс, заменивший также пропавшего прошлого шерифа города. Серия загадочных убийств заставляет его поверить, что в глухих болотах близ города кроется нечто таинственное, убивающее людей. Индейцы предупреждают Кайла, что в их краях пробудилась страшная древняя сила, но Шист не верит в мифы. По ночам из болот доносятся ужасающие стоны и крики, и Кайл решает сам отправиться в глушь.

## В ролях
| Актёр           | Роль                        |
| --------------- | --------------------------- |
| Мэттью Ле Невез | шериф Кайл Уильямс          |
| Рэйчел Тейлор   | Тери Элизабет Ричардс       |
| Джек Томпсон    | Фредерик Шист               |
| Равири Паратене | Пит Хом                     |
| Алекс О’Лафлин  | Эрик Фрейзер                |
| Стив Бастони    | Рене ЛаРок                  |
| Роберт Маммоне  | Майк Плуг                   |
| Патрик Томпсон  | Джейк Шист                  |
| Марк Стивенс    | Теодор «Тед» Сэллис / Леший |
| Имоджен Бэйли   | Сара                        |
| Бретт Леонард   | Вал Майерик                 |

## Производство

### Разработка
В 2000 году Marvel Entertainment заключило соглашение о совместном предприятии с Artisan Entertainment, которым было позволено перенести любые пятнадцать супергеройских франшиз Marvel в фильмы, телесериалы, direct-to-video или интернет-проекты. Одним из таких стал Леший. Планы по созданию фильма были впервые анонсированы в 2001 году. Перед компанией стоял выбор: выпустить фильм на видео или пустить по кинотеатрам. После успеха «Людей Икс» (2000) Брайана Сингера, «Неуязвимого» (2000) М. Найта Шьямалана и «Человека-паука» (2002) Сэма Рейми, фильм было решено выпустить на большие экраны .

### Постпродакшн
27 октября 2003 года сообщалось, что Artisan Entertainment, работавшая с Marvel Enterprises над такими фильмами, как «Каратель» и «Леший», была куплена Lionsgate Films. В феврале 2004 года компания Lionsgate по производству и распространению фильмов объединилась с Artisan Entertainment и получила права на создание фильмов про Железного кулака, Чёрную вдову, Лешего и Карателя. В январе 2004 года продюсер Ави Арад заявил, что «Леший» будет больше всех несхож с оригинальными комиксами, так как это будет фильм ужасов с угрожающим центральным персонажем. В апреле 2004 года фильм был завершён и ожидал тестового просмотра, после чего была бы определена точная дата релиза. Фильм получил рейтинг R из-за сцен насилия и сексуального характера, жуткие образы и нецензурную лексику Американской ассоциацией кинокомпаний (MPAA).
Производство затратило бюджет в 30 миллионов долларов. Ави Арад, тогдашний генеральный директор Marvel Studios, заявил, что не мог следить за съёмками, так как они происходили далеко в Австралии.

### Съёмки
«Леший» был полностью снят в Сиднее, Австралия. Среди съёмочных мест были Уизманс Ферри, Serenity Cove Studios в Кернелле, где проходили съёмки на болотах, и Homebush Bay. Съёмки были закончены в 2003 году.

## Саундтрек
Саундтрек к фильму «Леший» был сочинён Роджером Мэйсоном и выпущен 17 марта 2009 года. Он состоит из 21 трека, продолжительность которого составляет более часа. Альбом был выпущен компанией Nice Spot.
| №   | Название                                   | Длительность |
| --- | ------------------------------------------ | ------------ |
| 1.  | «Opening/ Swamp»                           | 2:30         |
| 2.  | «Billy & Sarah»                            | 2:23         |
| 3.  | «Old Sheriff's Office»                     | 3:10         |
| 4.  | «People Are Dying»                         | 1:36         |
| 5.  | «Ploog/Something's Out There»              | 1:42         |
| 6.  | «Asylum/Trouble At The Plant»              | 2:50         |
| 7.  | «Corley Drops In/ Autopsy»                 | 5:55         |
| 8.  | «Gerber Is Nervous/ Meeting la Rogue»      | 2:18         |
| 9.  | «Gerber's Body»                            | 1:25         |
| 10. | «Descent Into Deep Swamp»                  | 2:35         |
| 11. | «Sacred Land Man/ Dwayne Goes Down»        | 3:09         |
| 12. | «Kyle Paddles Upriver/ Snared By la Rogue» | 7:35         |
| 13. | «Ploog's Photos/ Schoolyard»               | 2:27         |
| 14. | «Everyone Will Die»                        | 6:14         |
| 15. | «Pulled Apart Like a Puppet»               | 2:16         |
| 16. | «Pete Prepares to Meet his Fate»           | 5:49         |
| 17. | «Kyle Might Be In Trouble»                 | 1:22         |
| 18. | «Finding the Dark Water»                   | 7:33         |
| 19. | «Spirits of the Dark Water»                | 0:53         |
| 20. | «Shist Shoots Kyle & Rene»                 | 4:05         |
| 21. | «Man Thing Returns to the Swamp»           | 2:41         |

## Релиз
Первоначально релиз «Лешего» был запланирован на 27 августа 2004 года. Дата выхода в США была назначена на Хэллоуин (31 октября) 2004 года, но позже была перенесена на 2005 год. Как сообщается, фильм был настолько плох, что тестовая аудитория покинула зал до того, как он был закончен. Поэтому в США фильм в прокат не вышел. Фильм был выпущен интернационально в таких странах, как Россия и Арабские Эмираты. «Леший» был выпущен 30 апреля 2005 года как «Sci-Fi Original» на канале Sci-Fi.
Права на персонажа фильма, наряду с другими персонажами Marvel, чьи права на фильм ранее были приобретены Artisan Entertainment, вернулись к Marvel.
Премьера фильма состоялась в Сингапуре 21 апреля 2005 года.

## Домашний релиз
Фильм был выпущен на DVD 14 июня 2005 года в США.
Он также был выпущен как двухдисковое DVD в формате Регион «2».

## Отзывы

### Сборы
В то время как фильм был выпущен непосредственно на телевидение в Северной Америке, он был показан на трех международных рынках, где он набрал $1 123 136 в кассовых сборах. 28 апреля 2005 «Леший» был показан в России и в четырёх других постсоветских государств: Армении, Белоруссии, Казахстане и Молдавии. Фильм был показан 26 октября 2005 года в Арабских Эмиратах. Наконец, фильм был показан в Испании 3 марта 2006 года.

### Критика
«Леший» получил в целом негативные отзывы от критиков. На сайте Rotten Tomatoes фильм заработал 17% положительных отзывов на основе 50 рецензий со средним балом 3.9 из 10.